# Pedicularis opsiantha
Pedicularis opsiantha là loài thực vật có hoa thuộc họ Cỏ chổi. Loài này được Ekman mô tả khoa học đầu tiên.